# Жванець-Щовб

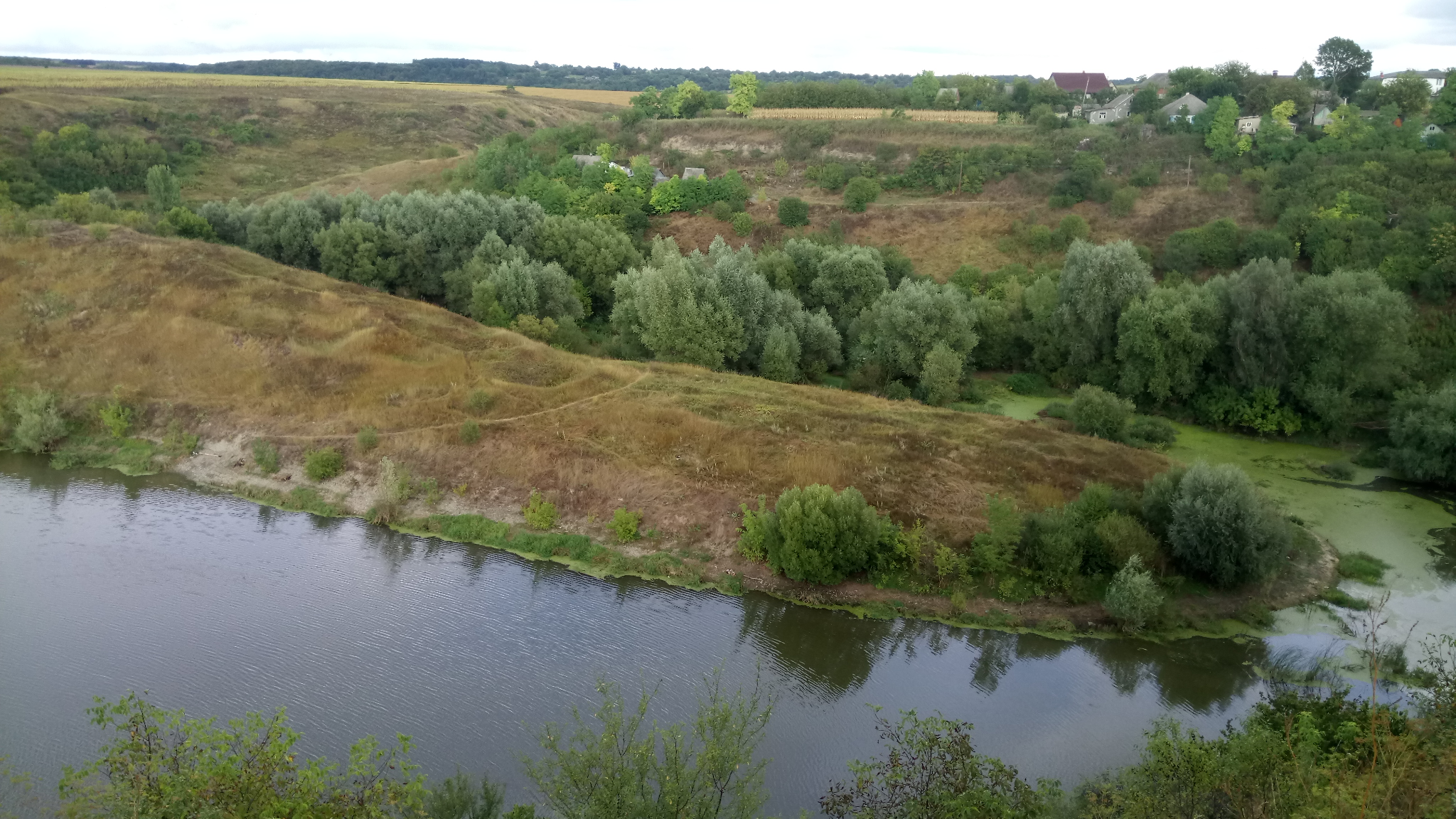
Городище Жванець-Щовб

Жванець-Щовб — археологічна пам'ятка — городище жванецької культури трипільсько-кукутенської спільності.

## Датування
Датується близько 2500 до н. е.

## Розташування
Розташована на останці Щовб та прилеглій частині плато Лисої Гори в селі Жванець Кам'янець-Подільського району Хмельницької області.

## Загальна характеристика
На перешийку з Лисою Горою городище було укріплене складними фортифікаційними спорудами: двома валами, облицьованими каменем, та двома ровами. На території городища
досліджено житла з кам'яними основами стін і гніздами для стовпів. Виявлено велику кількість побутових і культових виробів, зокрема найдавніше з відомих на сьогодні зображень богині з луком на уламку розписної посудини. Імпортна кераміка вказує на підтримування взаємин із сусіднім населенням культури лійчастого посуду. За межами городища, на Лисій Горі, відкрито виробничо-гончарний комплекс із шести обпалювальних печей двоярусної конструкції.

## Дослідження
Археологічні дослідження проводились упродовж 1962-1980 рр. Тамарою Григорівною Мовшею.